# Crillon
Crillon is een gemeente in het Franse departement Oise (regio Hauts-de-France) en telt 433 inwoners (1999). De plaats maakt deel uit van het arrondissement Beauvais.
Het is de geboorteplaats van maarschalk Louis-François hertog van Boufflers (17e eeuw).

## Geografie
De oppervlakte van Crillon bedraagt 8,6 km², de bevolkingsdichtheid is 50,3 inwoners per km².
De onderstaande kaart toont de ligging van Crillon met de belangrijkste infrastructuur en aangrenzende gemeenten.

## Demografie
Onderstaande figuur toont het verloop van het inwonertal (bron: INSEE-tellingen).